# NGC 3741
NGC 3741 је галаксија у сазвежђу Велики медвед која се налази на NGC листи објеката дубоког неба.
Деклинација објекта је + 45° 17' 3" а ректасцензија 11h 36m 6,0s. Привидна величина (магнитуда) објекта NGC 3741 износи 13,6 а фотографска магнитуда 14,2. Налази се на удаљености од 3,250 милиона парсека од Сунца. NGC 3741 је још познат и под ознакама UGC 6572, MCG 8-21-68, CGCG 242-57, PGC 35878.